# هربرت شوئن
هربرت شوئن (به آلمانی: Herbert Schoen) بازیکن فوتبال و هافبک اهل آلمان شرقی بود که از سال ۱۹۵۲ میلادی عضو تیم ملی فوتبال آلمان شرقی بوده‌است. وی در ۱۲ بازی ملی حضور داشته و در بازی‌های ملی‌اش گلی به ثمر نرساند. هربرت شوئن آخرین بازی ملی خود را در سال ۱۹۵۷ میلادی انجام داد.